# 高見沢遠治
高見沢 遠治（たかみざわ えんじ、1890年11月19日‐1927年6月11日）は日本の浮世絵複製家。正しくは高見澤遠治。

## 略歴
東京府日本橋区日本橋横山町一丁目一番地において、メリヤスを扱う高見沢商店を経営する家の長男に生まれた。弟に上村益郎、高見沢忠雄がいた。慶応義塾普通部を卒業、画家を目指して太平洋画会研究所にて油絵を学んだ。後に浮世絵版画の複製に関心を示し、喜多川歌麿などの錦絵を独力で複製する。その複製版画は「高見沢版」と呼ばれた。その卓越した直しの技術は画商による不正行為を呼び、1918年に自ら廃業している。
1923年の関東大震災後には大阪に移って、だるまやを版元として活動した。
その後、才能を惜しんだ文化財保護者の吉田幸三郎から「浮世絵保存刊行会」で複製浮世絵の制作を勧められ、会員の岸田劉生らからその高度な技術を高く評価される。36歳で夭折。
『のらくろ』の田河水泡は従弟に当る。
ノンフィクション作家の高見澤たか子は弟の娘（姪）に当る。